# العلاقات المغربية البوتسوانية
العلاقات المغربية البوتسوانية هي العلاقات الثنائية التي تجمع بين المغرب وبوتسوانا.

## مقارنة بين البلدين
هذه مقارنة عامة ومرجعية للدولتين:
| وجه المقارنة                                              | المغرب                                 | بوتسوانا                       |
| --------------------------------------------------------- | -------------------------------------- | ------------------------------ |
| المساحة (كم2)                                             | 710.85 ألف                             | 581.74 ألف                     |
| عدد السكان (نسمة)                                         | 36.07 مليون                            | 2.29 مليون                     |
| الكثافة السكانية (ن./كم²)                                 | 50.74                                  | 3.94                           |
| العاصمة                                                   | الرباط                                 | غابورون                        |
| اللغة الرسمية                                             | اللغة العربية، أمازيغية معيارية مغربية | لغة إنجليزية                   |
| العملة                                                    | درهم مغربي                             | بولا بوتسواني                  |
| الناتج المحلي الإجمالي (بليون دولار)                      | 109.14 مليار                           | 17.41 مليار                    |
| الناتج المحلي الإجمالي (تعادل القوة الشرائية) بليون دولار | 274.06 مليار                           | 35.84 مليار                    |
| الناتج المحلي الإجمالي الاسمي للفرد دولار أمريكي          | 2.88 ألف                               | 6.36 ألف                       |
| الناتج المحلي الإجمالي للفرد دولار أمريكي                 | 7.49 ألف                               | 16.10 ألف                      |
| مؤشر التنمية البشرية                                      | 0.628                                  | 0.698                          |
| رمز المكالمات الدولي                                      | +212                                   | +267                           |
| رمز الإنترنت                                              | .ma                                    | .bw                            |
| المنطقة الزمنية                                           | ت ع م+01:00                            | ت ع م+02:00، توقيت وسط إفريقيا |

## منظمات دولية مشتركة
يشترك البلدان في عضوية مجموعة من المنظمات الدولية، منها:
| علم المنظمة | اسم المنظمة                               | تاريخ انضمام المغرب | تاريخ انضمام بوتسوانا |
| ----------- | ----------------------------------------- | ------------------- | --------------------- |
|             | مؤسسة التنمية الدولية                     | 29 ديسمبر 1960      | 24 يوليو 1968         |
|             | يونسكو                                    | 7 نوفمبر 1956       | 16 يناير 1980         |
|             | وكالة ضمان الاستثمار متعدد الأطراف        | 17 سبتمبر 1992      | 15 مايو 1990          |
|             | الأمم المتحدة                             | 12 نوفمبر 1956      | 17 أكتوبر 1966        |
|             | الاتحاد البريدي العالمي                   | ?                   | ?                     |
|             | البنك الدولي للإنشاء والتعمير             | 25 أبريل 1958       | 24 يوليو 1968         |
|             | الاتحاد الدولي للاتصالات                  | 1 نوفمبر 1956       | 2 أبريل 1968          |
|             | منظمة حظر الأسلحة الكيميائية              | ?                   | ?                     |
|             | مؤسسة التمويل الدولية                     | 30 أغسطس 1962       | 23 مارس 1979          |
|             | المركز الدولي لتسوية المنازعات الاستشارية | 10 يونيو 1967       | 14 فبراير 1970        |
|             | منظمة التجارة العالمية                    | 1995                | ?                     |
|             | منظمة الشرطة الجنائية الدولية             | ?                   | ?                     |
|             | الاتحاد الأفريقي                          | ?                   | 31 أكتوبر 1966        |
|             | البنك الإفريقي للتنمية                    | ?                   | ?                     |

## وصلات خارجية
- موقع وزارة الخارجية المغربية
- موقع وزارة الخارجية البوتسوانية